# Cyriopagopus schioedtei
Cyriopagopus schioedtei - gatunek pająków nadrzewnych z rodziny ptasznikowatych (Theraphosidae).
Gatunek sklasyfikowany został w 1891 roku przez Torda Thorella.

## Występowanie
Występują na Malezji. Ich wielkość wynosi do 7–8 cm ciała, z rozpostartymi odnóżami około 22–25 cm.
Ptasznik jest ładnie ubarwiony, karapaks jest żółto-zielony, kończyny czarne, odwłok jest jasnobrązowy z biegnącymi poprzecznie pasami, które pojawiają się wraz ze wzrostem pająka.

## Terrarium,wilgotność powietrzaitemperatura
Ptasznik potrzebuje terrarium o wymiarach 30x30x30 cm lub większe. Temperatura powinna być w granicach 22–26 °C, wilgotność na poziomie 80–90%.
Jako podłoże należy użyć kwaśny torf, włókno kokosowe, korzeń lub kawał kory dla zapewnienia kryjówki. Z powodzeniem można udekorować sztucznymi roślinami lub mniej polecanymi żywymi.

## Rozmnażanie,dymorfizm płciowy
Samce na nogogłaszczkach posiadają tzw. bulbusy (narządy kopulacyjne), dojrzewają stosunkowo szybko, bo już po roku (zdarza się nawet przy 8, 9 wylince), samice po 1,5 roku. Samice są znacznie masywniejsze od samca.
Rozmnażanie tego gatunku jest dosyć trudne ze względu na skompletowanie dorosłej pary. Samica jest często agresywna do samca i często go zjada.

## Karmienie
Cyriopagopus karmimy standardowo mącznikiem młynarkiem (larwy), świerszcze, karaczany i inne bezkręgowce, od czasu do czasu mysi osesek.